# Primera batalla de Sirte
La primera batalla del golfo de Sirte enfrentó a las flotas de la Royal Navy británica y de la Regia Marina italiana durante la campaña del Mediterráneo, en la Segunda Guerra Mundial. El encuentro tuvo lugar el 17 de diciembre de 1941, al sureste de Malta, en el Golfo de Sirte. La batalla fue un desastre británico y una decisiva victoria táctica de la flota italiana.